# Joshua Bassett
Joshua Taylor Bassett (* 22. prosince 2000) je americký herec a zpěvák. Mezi jeho nejznámější role patří Ricky Bowen v seriálu High School Musical: The Musical: The Series.

## Dětství
Joshua Bassett se narodil a vyrůstal v Oceanside v Kalifornii s rodiči Taylorem a Laurou a se svými pěti sestrami. Byl vzděláván doma. S muzikály se poprvé setkal v 8 letech, více než celou dekádu před jeho rolí Rickyho v High School Musical: The Musical: The Series, kdy se účastnil divadelního ztvárnění High School Musical. Od té doby hrál ve více než 30 muzikálových představeních a řadě reklam.
Bassett mimo jiné zpívá a hraje na kytaru, piano, ukulele a bicí.

## Kariéra

### Herecká kariéra
První výraznou roli ztvárnil v roce 2018, kdy si zahrál vedlejší postavu Aidana Peterse v seriálu Život uprostřed. Svou první hlavní roli získal v 17 letech, kdy si v seriálu High School Musical: The Musical: The Series zahrál hlavní mužskou postavu Rickyho Bowena. Pro soundtrack seriálu složil společně s herečkou Olivií Rodrigovou píseň "Just for a Moment".

### Hudební kariéra
Na začátku roku 2020 podepsal Bassett smlouvu se společností United Talent Agency a nahrávací smlouvu se společností Warner Records. Svůj první singl "Common Sense" vydal na hudebních platformách 3. dubna 2020. Jeho druhý singl "Anyone Else" byl vydán 16. července 2020.
Své debutové album Joshua Bassett vydal Bassett 12. března 2020. Hlavní singl alba "Lie, Lie, Lie" byl vydán 14. ledna 2021.

## Další aktivity

### Filantropie
V roce 2021 otevřel Bassett vlastní merchandising obchod, kde 100 % výdělku putuje na charitu. Přes finanční převody podpořil obchod charity jako Bring Change to Mind, Teen Line, Sunrise Movement, Court Appointed Special Advocates, Jack.org, The Young Feminist Fund nebo A Long Walk Home.
Bassett daroval 100 % zisku, který vydělal kvůli vydání své písně Crisis, organizacím, které se zabývají léčbou duševního zdraví.

## Osobní život
10. května 2021 se během interview přihlásil jako člen komunity LGBTQ+. V roce 2021 vydal Bassett píseň Lie Lie Lie jako odpověď na jeho rozchod se zpěvačkou Olivií Rodrigovou. Od chvíle vydání písně Driver's Licence od Rodrigové čelil kritice jejich fanoušků, která u něho vyvolávala chronický stres. Po vydání odpovědi spal Basett 16 až 20 hodin denně. Nakonec skončil Bassett v nemocnici se srdečními problémy.

## Filmografie

### Televize
| Rok         | Název                                        | Role           | Poznámky                                          |
| ----------- | -------------------------------------------- | -------------- | ------------------------------------------------- |
| 2017        | Lethal Weapon                                | Will           | díl "Flight Risk"                                 |
| 2018        | Změna hry                                    | Brock          | díl "Babe & The Boys"                             |
| 2018        | Dirty John                                   | náctiletý John | díl "Lord High Executioner"                       |
| 2018        | Život uprostřed                              | Aidan Peters   | opakující se role, 9 dílů                         |
| 2019        | Chirurgové                                   | Linus          | díly "Girlfriend in a Coma" a "I Want a New Drug" |
| 2019 - 2023 | High School Musical: The Musical: The Series | Ricky Bowen    | hlavní role                                       |
| 2020        | Nickelodeon's Unfiltered                     | sám sebe       | díl "It's Raining Penguins!"                      |

### Divadlo
| Rok  | Název         | Role | Poznámky                                    |
| ---- | ------------- | ---- | ------------------------------------------- |
| 2018 | Calvin Berger | Matt | divadlo Hudson Backstage Theatre, Hollywood |

## Diskografie

### Alba
| Vydání          | Název          | Vydavatelství  | Pozice v hitparádě |
| Vydání          | Název          | Vydavatelství  | US Heat            |
| --------------- | -------------- | -------------- | ------------------ |
| 12. března 2021 | Joshua Bassett | Warner Records | 19                 |

### Singly
| Název                                                                   | Rok  | Pozice v hitparádě | Pozice v hitparádě | Pozice v hitparádě | Pozice v hitparádě | Album             |
| Název                                                                   | Rok  | US                 | IRE                | NZ                 | UK                 | Album             |
| ----------------------------------------------------------------------- | ---- | ------------------ | ------------------ | ------------------ | ------------------ | ----------------- |
| "Common Sense"                                                          | 2020 | -                  | -                  | -                  | -                  | samostatné singly |
| "Anyone Else"                                                           | 2020 | -                  | -                  | -                  | -                  | samostatné singly |
| "Lie Lie Lie"                                                           | 2021 | 25                 | 44                 | 11                 | 98                 | Joshua Bassett    |
| "Only a Matter of Time"                                                 | 2021 | -                  | -                  | -                  | -                  | Joshua Bassett    |
| "Feel Something"                                                        | 2021 | -                  | -                  | -                  | -                  | bude oznámeno     |
| "-" značí údaje, které nebyly zveřejněny nebo se nedostaly do hitparády |      |                    |                    |                    |                    |                   |

### Ostatní singly v hitparádách
| Název                                      | Rok  | Pozice v hitparádě | Album                                        |
| Název                                      | Rok  | NZ                 | Album                                        |
| ------------------------------------------ | ---- | ------------------ | -------------------------------------------- |
| "Just for a Moment" (ft. Olivia Rodrigová) | 2020 | 32                 | High School Musical: The Musical: The Series |

## Ceny a nominace
| Rok  | Cena                | Kategorie                | Nominovaná práce                             | Výsledek | Ref.   |
| ---- | ------------------- | ------------------------ | -------------------------------------------- | -------- | ------ |
| 2020 | Kids' Choice Awards | Oblíbený mužský TV herec | High School Musical: The Musical: The Series | nominace | [ 23 ] |
| 2021 | Kids' Choice Awards | Oblíbený mužský TV herec | High School Musical: The Musical: The Series | nominace | [ 24 ] |